# Stanislav Plichta
Stanislav Plichta (16. listopadu 1931 Šebkovice – 25. května 1953 Praha) byl poslední popravený v případu Babice.

## Biografie
Stanislav Plichta měl odehrát okrajovou roli v rámci samotného případu Babice, kdy Ladislav Malý měl zastřelit tři funkcionáře MNV, Stanislav Plichta a jeho bratr Antonín Plichta měli držet hlídku před školou. Bratři Plichtovi, Ladislav Malý a Antonín Mityska odešli do Cidliny, kde se skrýval Antonín Plichta starší a následně se ukryli v polích u Bolíkovic. Dne 3. července 1951 ukryté uprchlíky objevilo letadlo a někdy v tu dobu měl být Antonín Plichta v poli zastřelen Ladislavem Malým a jeho bratr Stanislav Plichta byl postřelen a vážně zraněn. Stanislav Plichta byl následně léčen v nemocnici v Třebíči a posléze v Brně, v důsledku zranění ochrnul na dolní polovinu těla. V roce 1953 byl Stanislav Plichta odsouzen za velezradu a pomoc k vraždě a byl i přes svůj handicap popraven oběšením.
Ostatky byly po popravě poslány k soudní pitvě. Jejich další osud není znám. Na Čestném pohřebišti v Ďáblickém hřbitově se nachází symbolický Plichtův hrob. Tamní symbolické náhrobky odkazují na zemřelé politické vězně bez ohledu na jejich skutečné místo pohřbení.

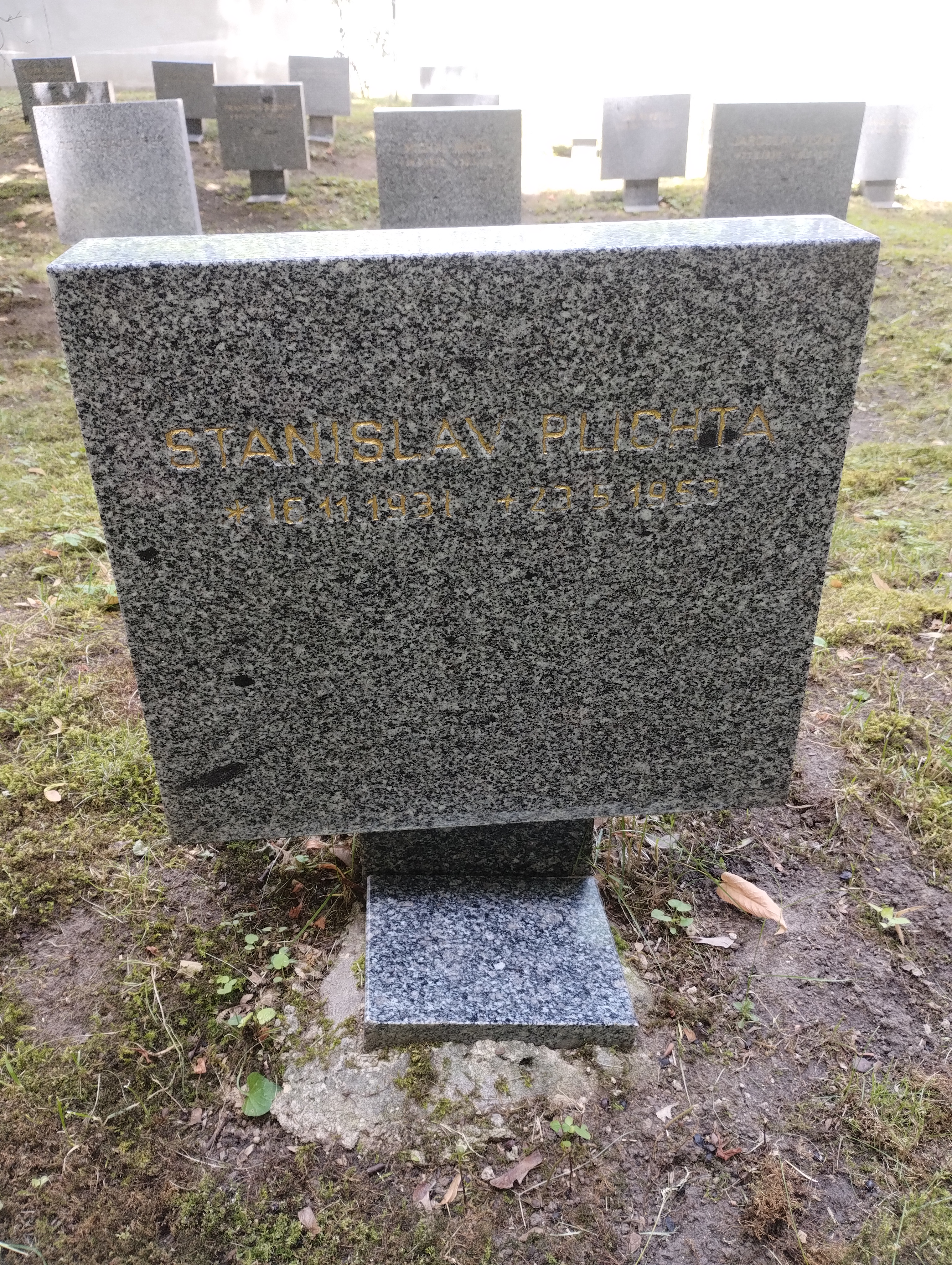
Symbolický náhrobek S. Plichty na Čestném pohřebišti v Ďáblicích

Jeho jméno je uvedeno na pomníku obětem komunistické totality na Václavském náměstí v Třebíči, také je jeho jméno uvedeno na kenotafu rodiny Plichtových na jaroměřickém hřbitově.